# Front de libération du Grand Ouest
Le Front de libération du grand Ouest (FLGO) est un mouvement armé ivoirien qui se bat contre la rébellion armée des FAFN, qui ont assiégé leur région en 2002. Le Front de libération du grand Ouest est présent depuis la crise de 2002; selon leur chef Maho Glofiehi ce mouvement n'est pas une rébellion mais un mouvement de résistance pour sauver l'ouest ivoirien.